# Parco nazionale del Maze
Il parco nazionale del Maze è un parco nazionale dell'Etiopia situato nella Zona di Gamo Gofa a 460 e 235 km di distanza da Addis Abeba e da Auasa, rispettivamente. Istituito nel 1997, ricopre una superficie di 202 km² ed è posto ad un'altitudine compresa tra i 1000 e i 1200 metri sul livello del mare. Le precipitazioni annuali variano tra gli 800 e i 1600 mm e le temperature tra i 15,3 e i 33,5 °C. Così come è avvenuto con il parco nazionale di Chebera Churchura, il parco è stato accolto con favore dalle comunità locali, con un'attiva partecipazione alla sua gestione, tanto che la IUCN ha inviato le sue congratulazioni al governo etiope.

## Flora e fauna
La maggior parte del parco è caratterizzata da aree pianeggianti ricoperte da savana erbosa, mentre lungo il fiume Maze si sviluppa la foresta a galleria. Nel parco sono presenti 38 specie di mammiferi di grandi e medie dimensioni e 139 specie di uccelli. Gran parte della sua importanza ai fini della conservazione si deve al fatto di ospitare una popolazione relativamente stabile di alcelafo di Swayne, un'antilope endemica gravemente minacciata di estinzione, confinata solamente in tre aree protette del Paese. Oribi, redunche, facoceri, tragelafi striati, cobi, kudù maggiori e minori, babbuini verdi, cercopitechi verdi, leoni, leopardi, gatti selvatici e serval sono altri mammiferi comuni e degni di nota del parco. Tra gli uccelli qui presenti ricordiamo vari gruccioni, la gru coronata nera, la mitteria del Senegal, diversi storni e l'aquila urlatrice.